# La Pobla de Lillet

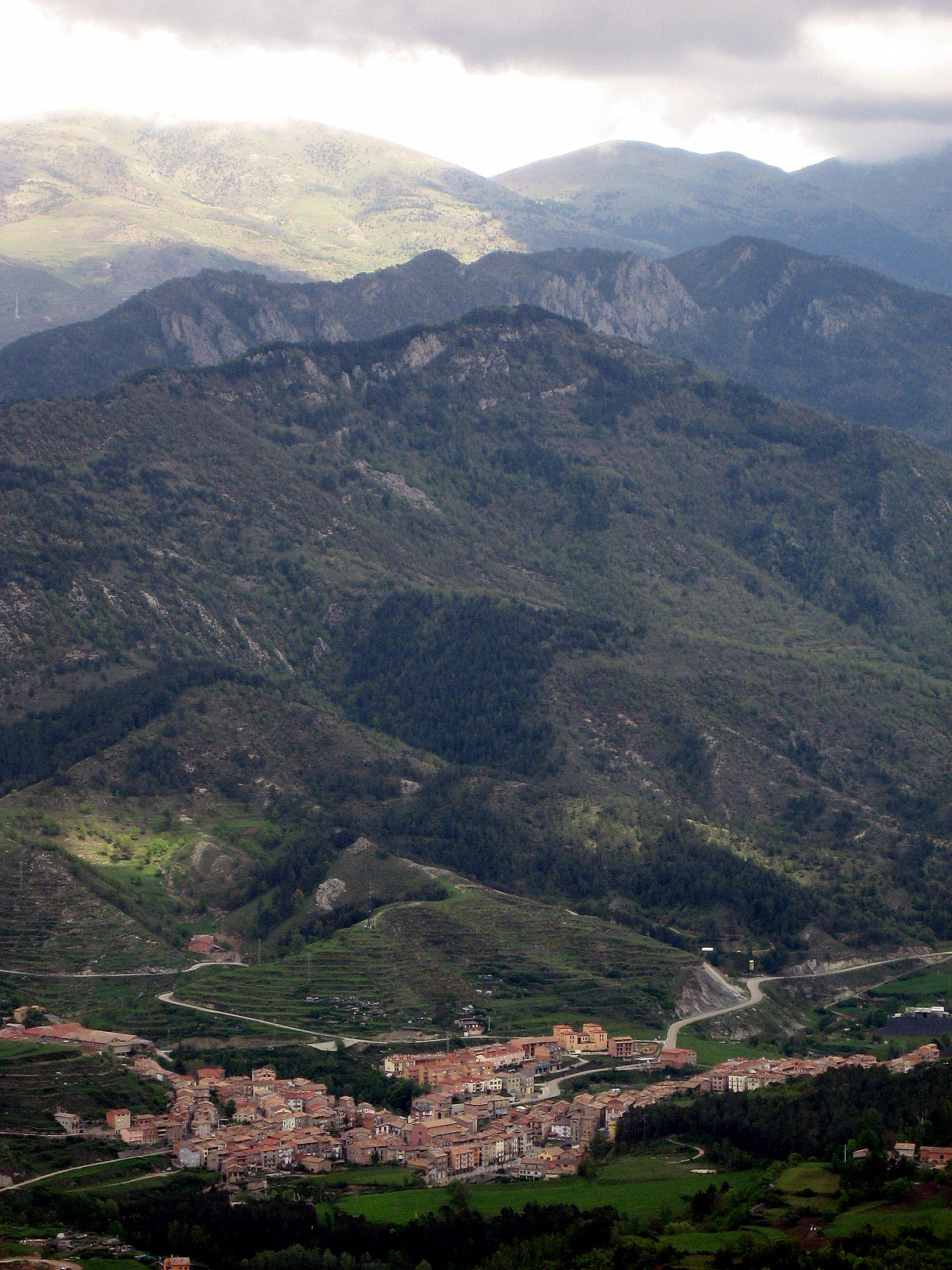
La Pobla de Lillet

La Pobla de Lillet ist ein Dorf in der Comarca Berguedà am Oberlauf des Flusses Llobregat in der spanischen Provinz Barcelona mit 1.109 Einwohnern (Stand: 2024).

## Sehenswürdigkeiten

### Bauwerke

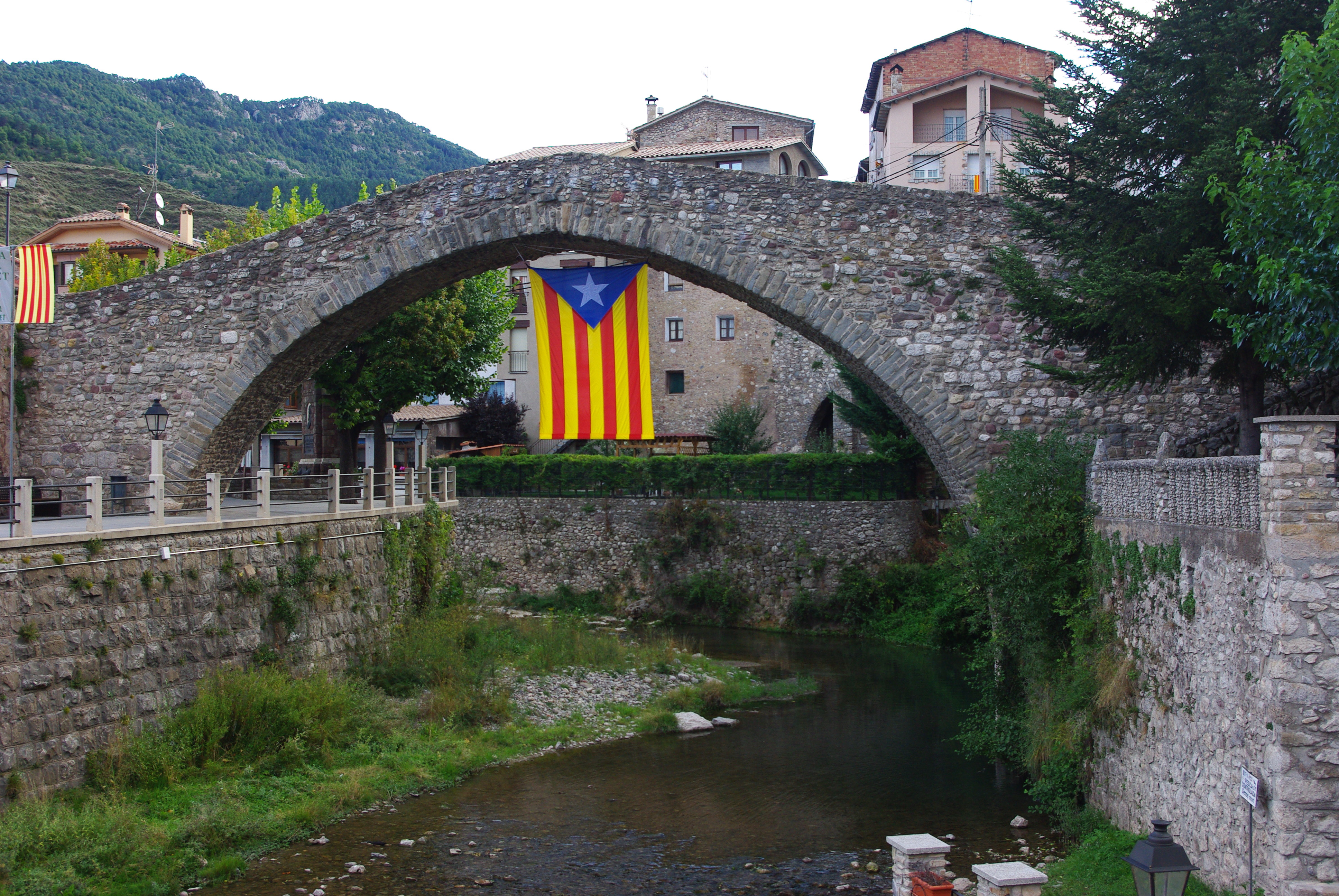
Pont Vell

- Pont Vell, eine alte Brücke aus dem 14. Jahrhundert
- Castell de la Pobla Illet, eine Burg aus dem 13. Jahrhundert. Nachdem sie abgebrannt war, wurden im 18. Jahrhundert die heutigen Gemäuer errichtet.
- Parroquia de Santa Maria, ein ehemaliges Kloster
- Santuari de Falgas, eine Wallfahrtskirche im romanischen Stil oberhalb des Ortes

### Tren del Ciment

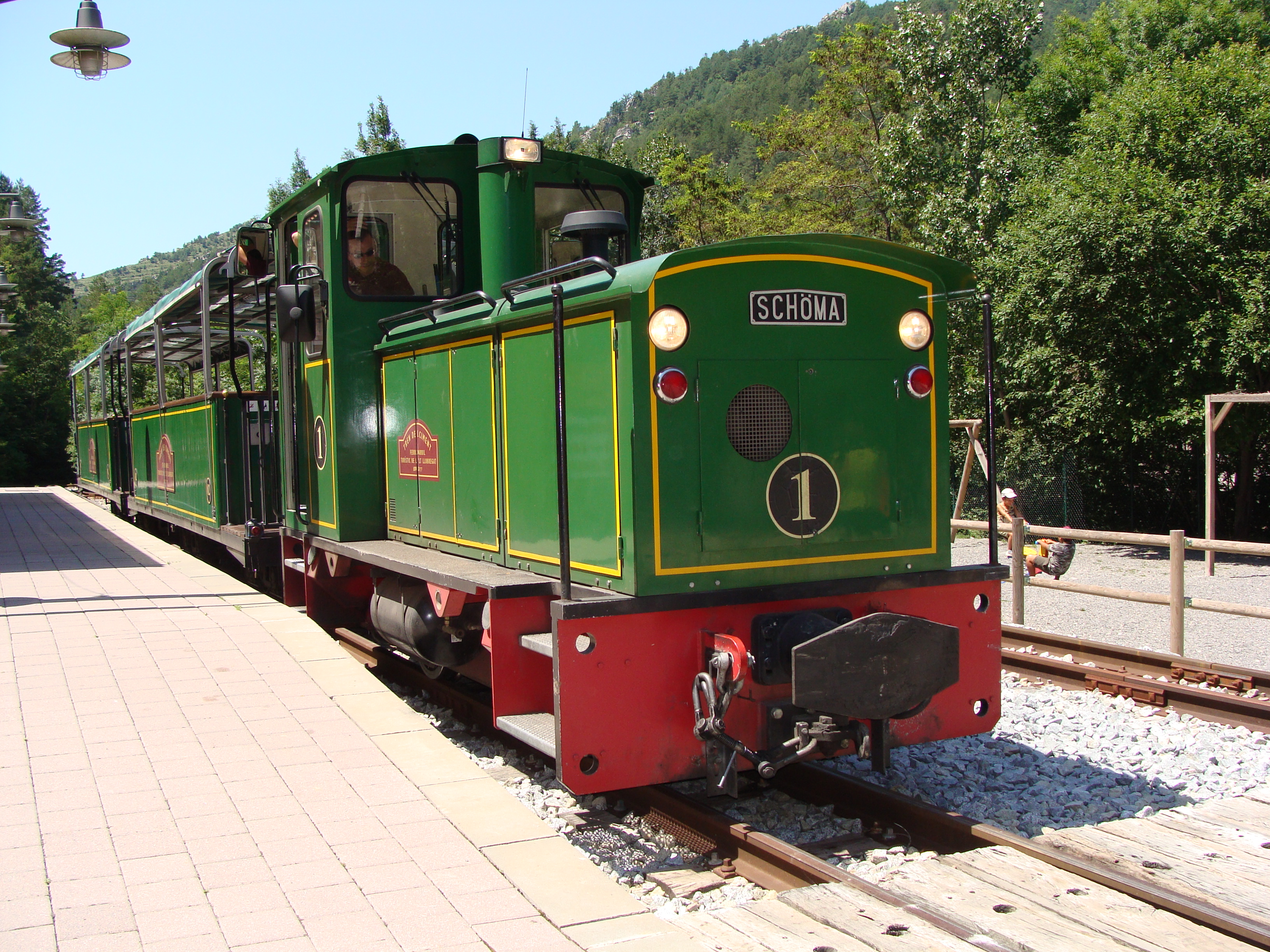
Tren del Ciment

Zum Transport von Zement diente eine Schmalspurbahn mit einer Spurweite von 600 mm. Sie verkehrte auf der Strecke zwischen Guardiola de Berguedà und Castellar de n’Hug. Der Materialtransport wurde im Lauf der Zeit jedoch unrentabel. 1963 wurde die Bahn daher stillgelegt. Inzwischen wird die Linie auf einer Strecke von 3,5 km als Museumsbahn betrieben. Eine Fahrt dauert 20 Minuten. Haltestellen sind:
- La Pobla de Lillet Schmalspurbahnmuseum am Ortsrand
- La Pobla Centre im Dorfzentrum
- Jardins Artigas an einem Park neben einer Papierfabrik außerhalb des Ortes
- Museu del Ciment Zementmuseum

### Jardins Artigas

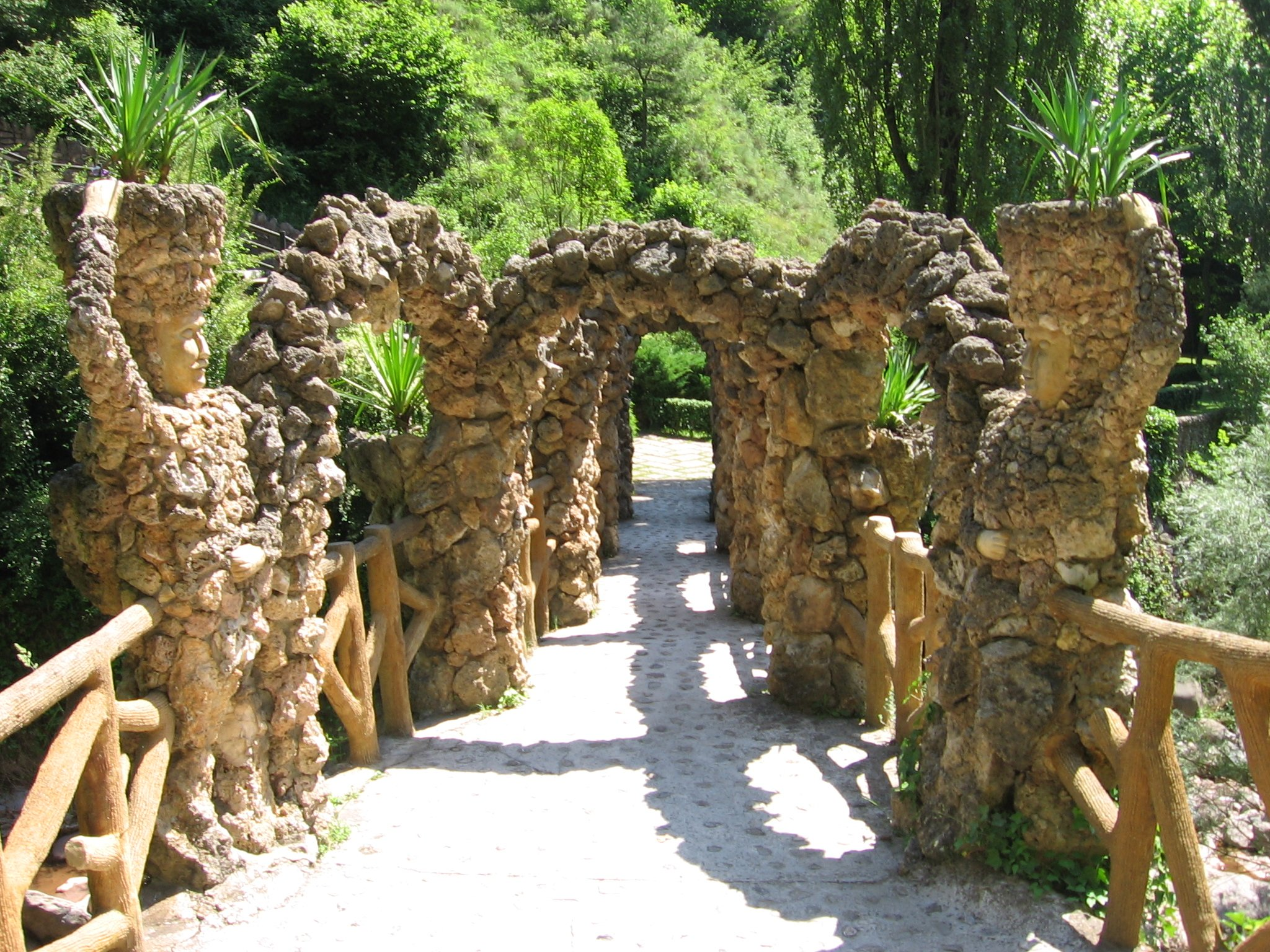
Jardins Artigas

Der Architekt Antoni Gaudí hatte für Eusebi Güell den Plan für die Villa Catllaràs entworfen. Bei einem Besuch auf der Baustelle bat ihn dessen Freund Artigas um Skizzen zur Umgestaltung seines Gartens. Der Entwurf Gaudís orientierte sich an dem Parc Güell in Barcelona, und er schickte auch Maurer, die dort bei der Gestaltung mitgearbeitet hatten. Details des Entwurfs sind ein Wasserfall, eine Höhle, ein Picknickplatz sowie eine Gloriette (Aussichtspunkt). Ferner ließ Gaudí in die Bauwerke etliche christliche Symbole einarbeiten. Im Lauf der Zeit wurde der Garten aufgegeben, er wurde erst 1992 restauriert, nachdem Gaudís Urheberschaft bekannt wurde.

### Museu del Ciment

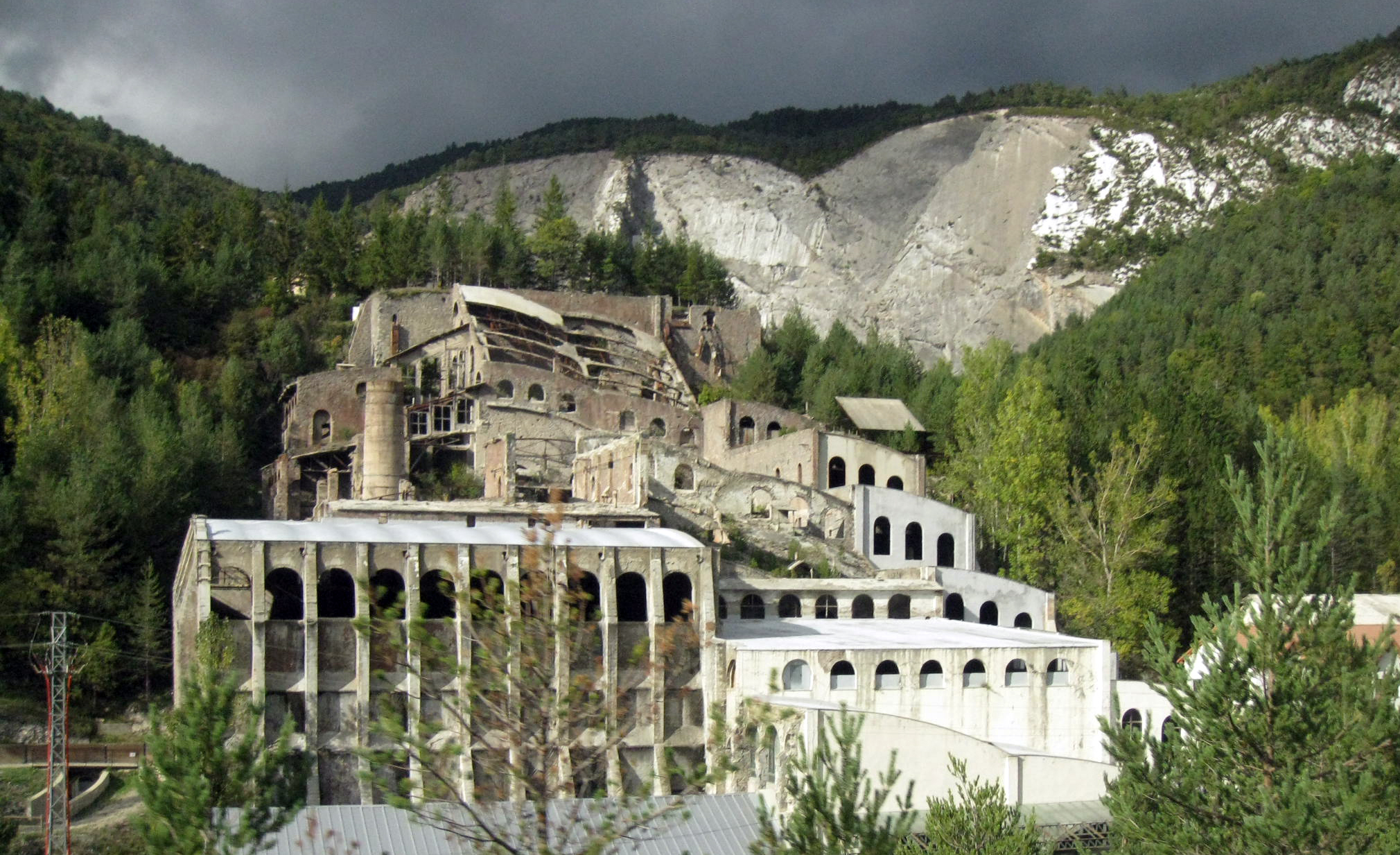
Museu del Ciment

Das Zementmuseum befindet sich in einem ehemaligen Zementwerk, das zwischen 1901 und 1904 in Clot del Moro bei Castellar de n’Hug im Stil des katalanischen Modernismus erbaut wurde. Zu den Gründern gehörte auch Eusebi Güell, der in Barcelona als Mäzen des katalanischen Modernismus bekannt war. Es war  bis zum Jahr 1975 in Betrieb, seit 1992 ist es Museum und seit 2005 gehört es zum Nationalen Kulturerbe. Die Gebäude liegen am Oberlauf des Flusses Llobregat, dessen Wasserkraft zur Elektrizitätsgewinnung genutzt wurde und wird. Der notwendige Kalkstein konnte an Ort und Stelle gebrochen werden, und Kohle kam aus den Minen der Umgebung. Das Werk war mit einem Drehofen ausgestattet und galt für seine Zeit als höchst modern.

### Schmalspurbahnmuseum
Am Kopfbahnhof La Pobla de Lillet der Schmalspurbahn befindet sich ein Schmalspurbahnmuseum, in dem eine sehenswerte Ausstellung über die Kleinbahnen, Touristeneisenbahnen und Industriebahnen im Tal des Llobregat gezeigt wird (Katalanisch: Ferrocarrils secundaris, turístics i industrials a la Vall del Llobregat).

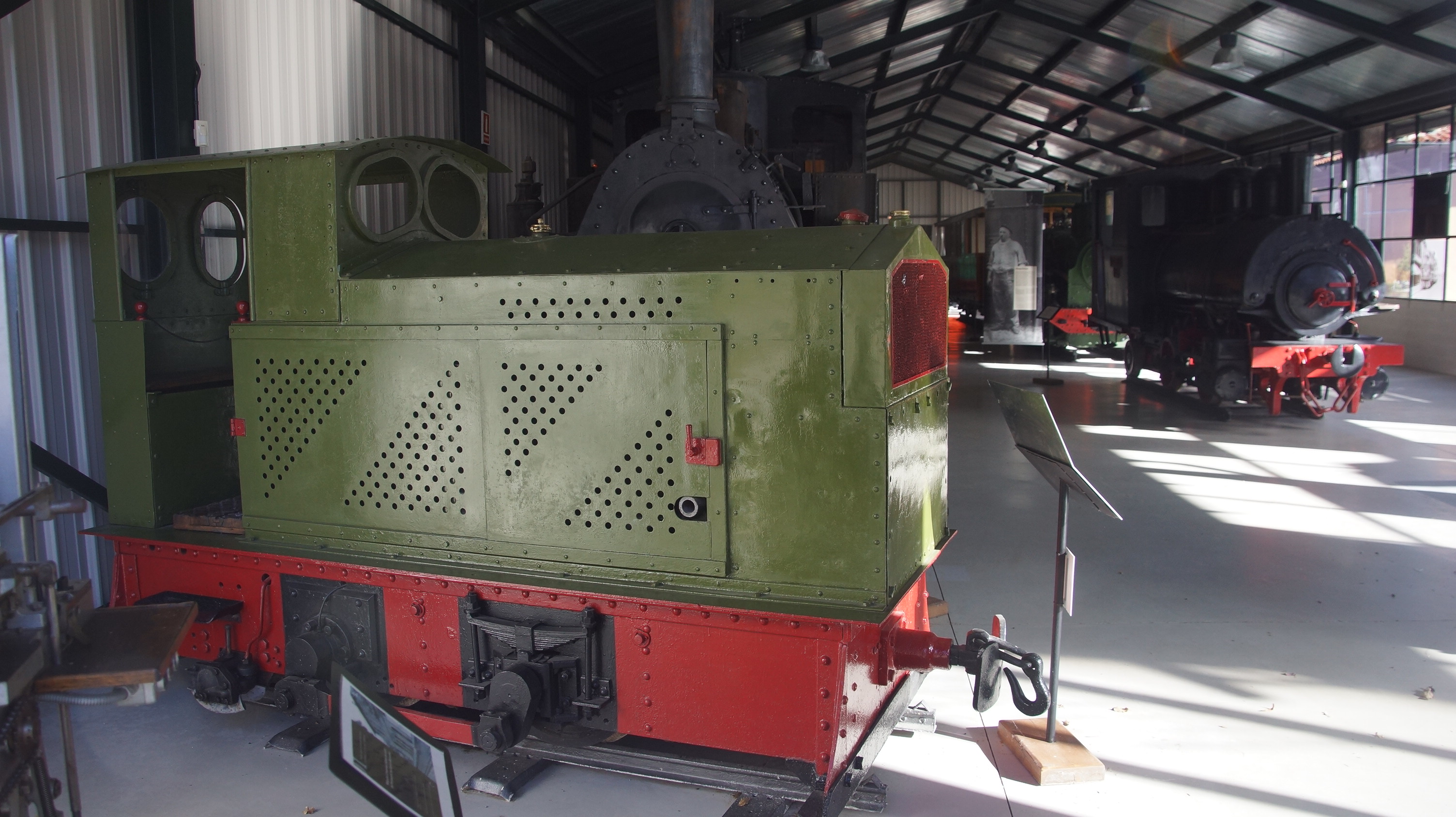
Benzinlok Benet 2 mit 600 mm Spurweite von Orenstein & Koppel (Deutschland), 1934
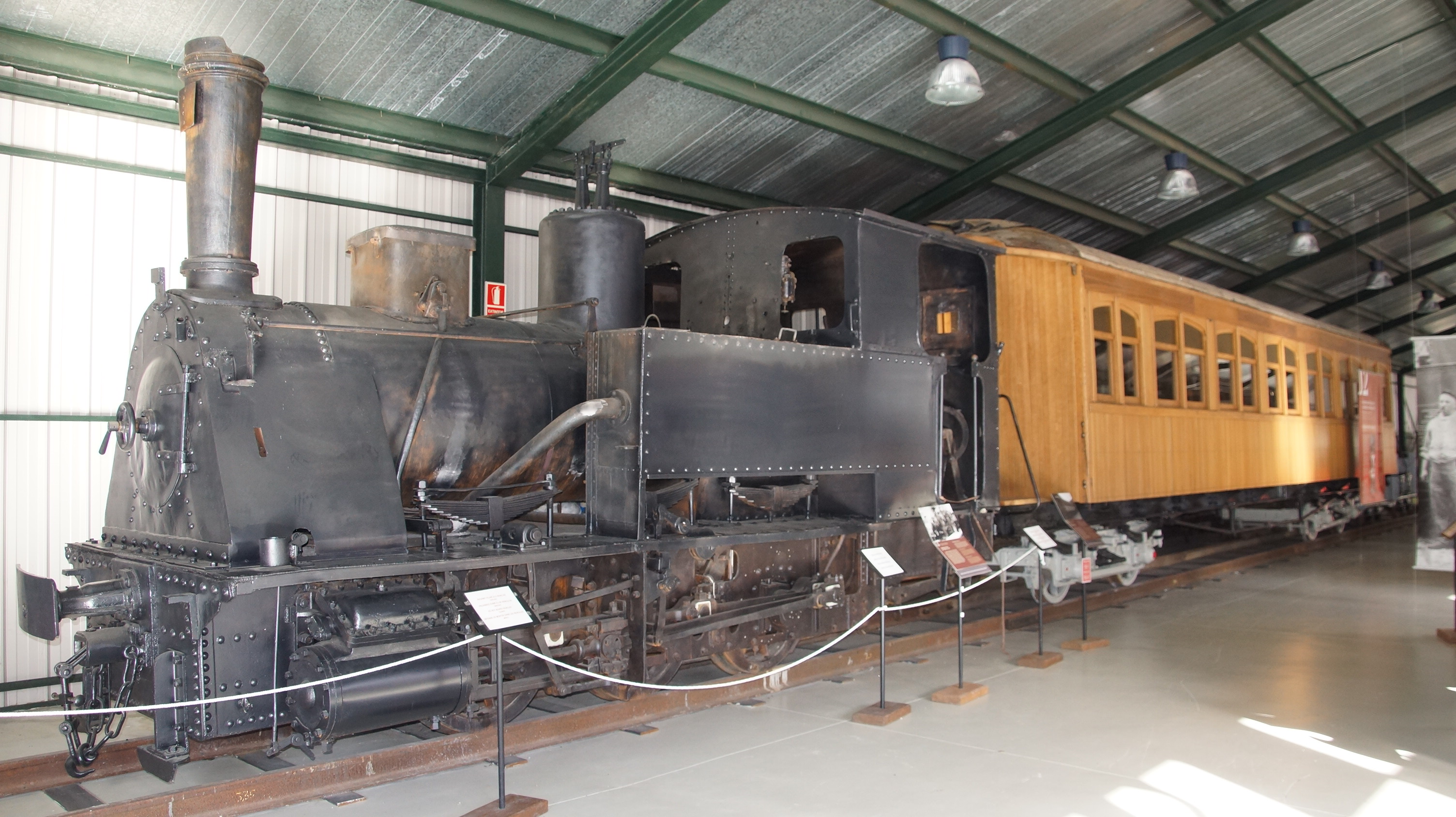
Dampflok der Lokomotivfabrik Krauss & Comp. (Deutschland), 1896
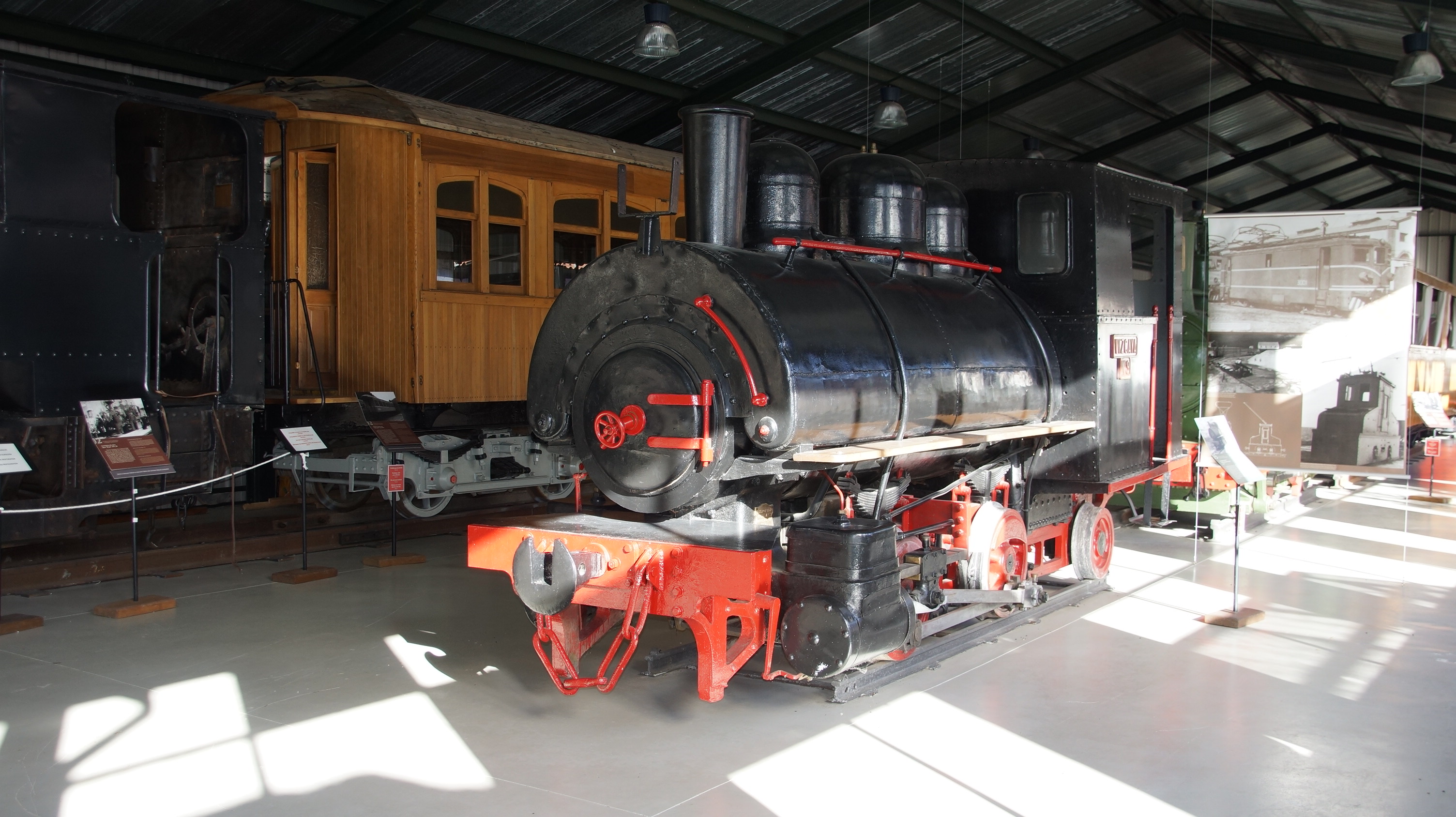
Dampflok mit 1000 mm Spurweite von H. K. Porter (USA), 1912
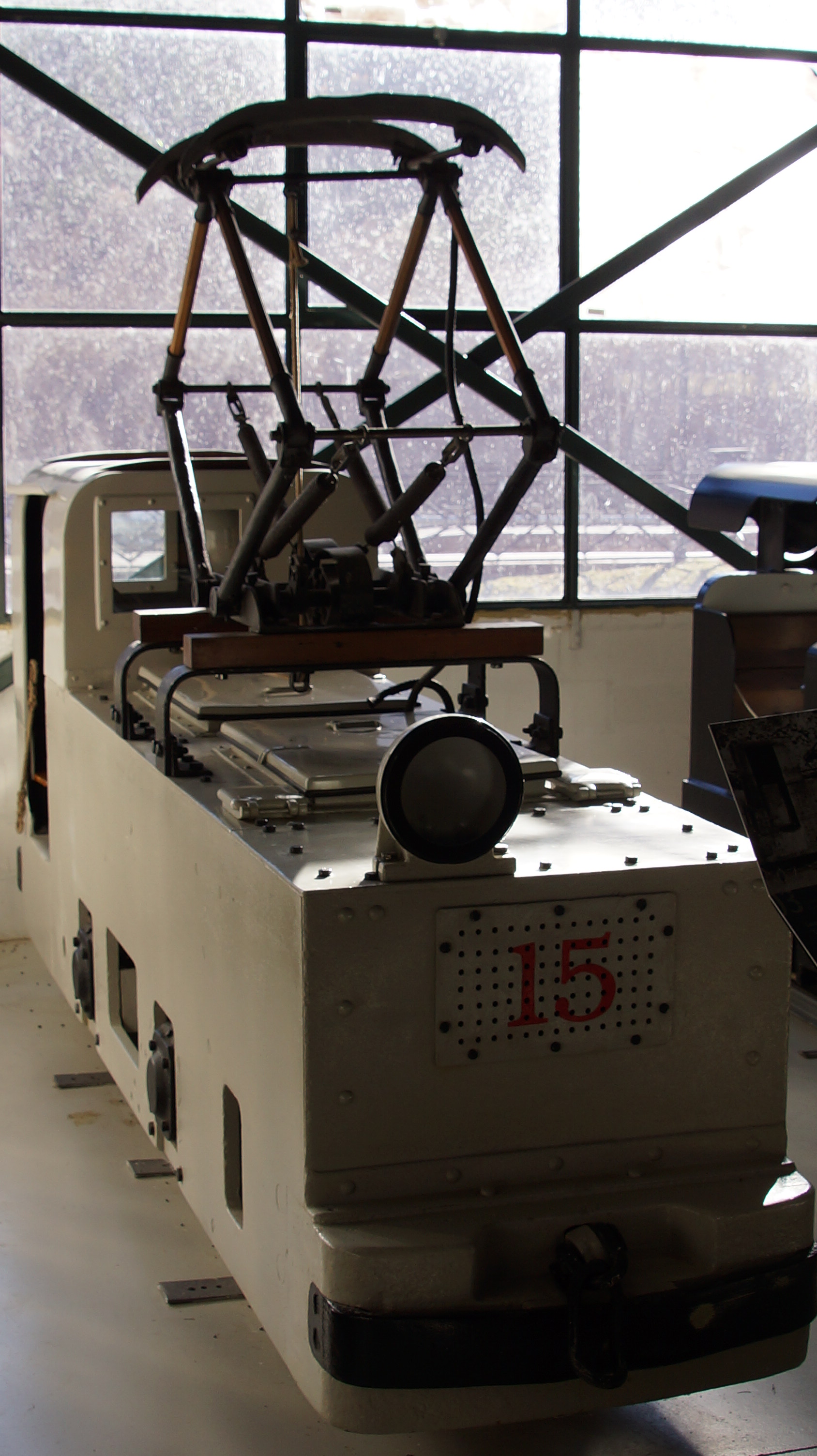
Elektrolok mit 500 mm Spurweite der AEG, Berlin, 1929
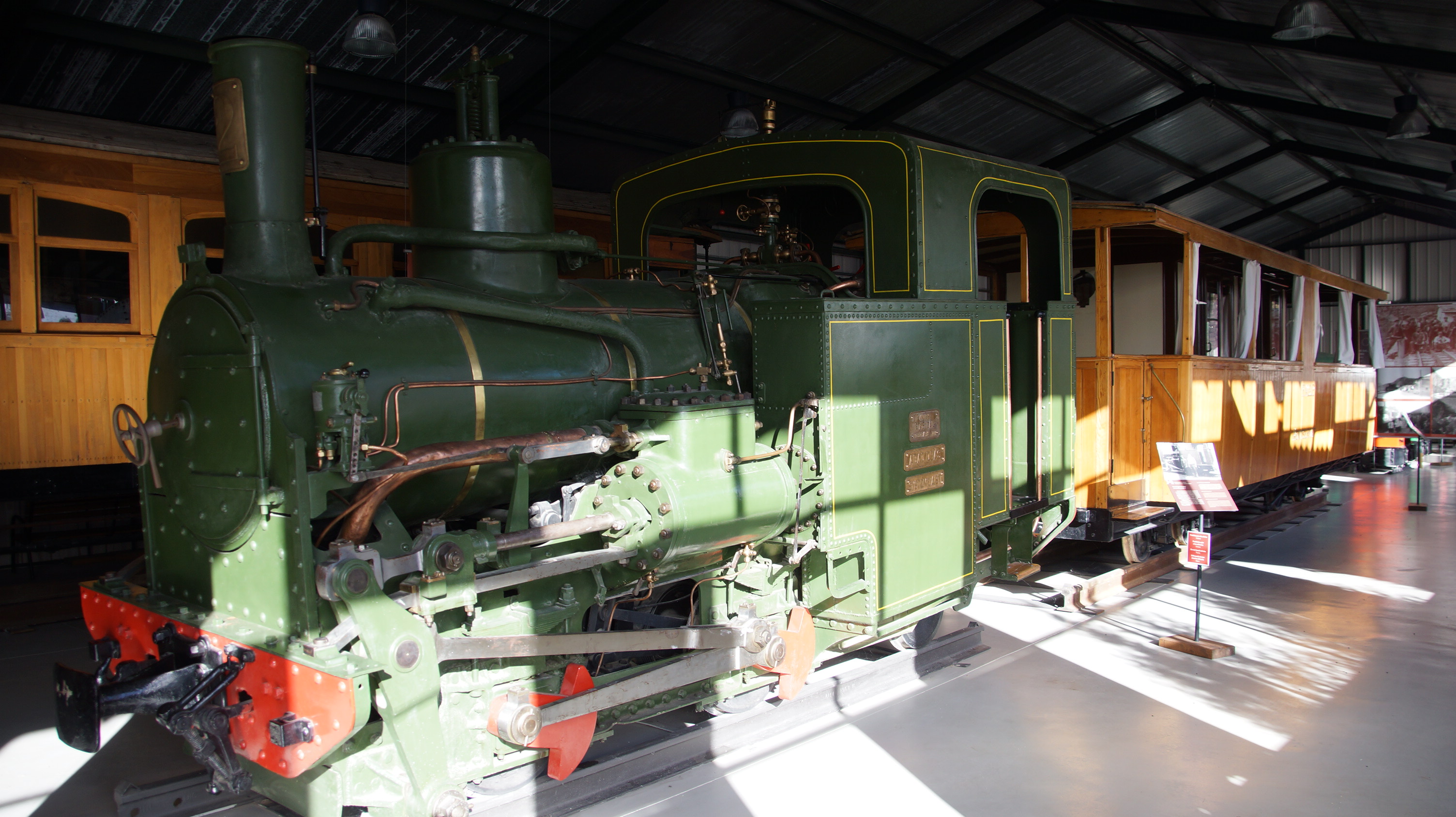
Dampflok mit 600 mm Spurweite von La Meuse in Lüttich (Belgien). 1901